# Namina Forna
Namina Forna (født 9. januar 1987) er en amerikansk forfatter og manuskriptforfatter. Hun er mest kendt for sin debutroman De Blodgyldne (orig.: The Gilded Ones), der udkom i starten af 2021. Romanen, som tematiserer kvindehad og -undertrykkelse i den vestafrikanske stat Sierra Leone, var allerede en uge efter sin udgivelse at finde på både New York Times' og de amerikanske boghandleres bestsellerlister (Indie Bound).

## Baggrund
Namina Forna er født og delvist opvokset i Freetown, hovedstaden i den vestafrikanske stat Sierra Leone. Da hendes forældre blev skilt, blev hun i første omgang hos sin far. Men da borgerkrigen rykkede for tæt på, valgte faderen at sende sin 9-årige datter i sikkerhed hos moderen, som i mellemtiden var flyttet til Atlanta i den amerikanske delstat Georgia.
Som barn elskede Namina Forna at læse. I et interview med magasinet Elle har hun forklaret, hvordan læsning blev hendes måde at flygte fra borgerkrigen og den konstante utryghed, den skabte omkring hende.

## Uddannelse
Namina Forna blev i Atlanta optaget på Spelman College - en skole, der historisk er kendt for at optage udsatte kvinder fra minoritetsgrupper. Efter at have bestået sin bachelor i kunst herfra, tog hun til Los Angeles i Californien og blev optaget på USC School of Cinematic Arts, hvorfra hun senere kunne springe ud som Master of Fine Arts inden for film- og TV-produktion.

## Forfatterskab
I et interview med den britiske avis The Guardian har Forna forklaret, at hendes far og ikke mindst bedstemor har været de helt store inspirationskilder for hendes forfatterskab. Begge fortalte de den helt unge Namina historier og eventyr - ofte om stærke kvinder såsom vandgudinden Mani Wata eller Dahomey-amazonerne. Da hun som voksen så filmatiseringen af J.R.R. Tolkiens Ringenes Herre i biografen slog det hende, hvor få ikke-hvide heltinder, der findes i vestlig fantasylitteratur. Det skulle, ifølge hende selv, være hoveddrivkraften bag debutromanen De blodgyldne.
Forna er den første amerikaner af sierraleonsk afstamning, der har fået forlagskontrakt på en roman i Young Adult-genren hos et af de store amerikanske forlag. Og blot en uge efter udgivelsen af debutromanen The Gilded Ones annoncerede Deadline Hollywood, at det uafhængige filmselskab Makeready havde bedt Namina Forna om at omskrive bogen til et filmmanuskript med henblik på en filmatisering.
Namina Fornas debutroman udkom på dansk 27. oktober 2021 hos Gutkind og fik titlen "De Blodgyldne 1 - Dødløs". Opfølgeren "The Gilded Ones 2 - The Merciless Ones" udkom på engelsk 31. maj 2022 og udkom på dansk 13. oktober samme år med titlen "De Blodgyldne 2 - Nådeløs" - ligeledes på Gutkind Forlag.
Tredje og sidste bog i De blodgyldne-trilogien - "The Eternal Ones" - udkom hos Penguin Random House 13. februar 2024. Også her fulgte en dansk version - "De Blodgyldne 3 - Gudløs" - den 3. oktober 2024.

## Familie
Namina Forna er datter af Sierra Leones tidligere sundshedsminister, Sembu Alpha George Forna (d. 2018) og ambassadør dr. Ebun Strasser King. Hun har desuden to søstre.

### Dødløs-serien
- De Blodgyldne 1 - Dødløs, Gutkind Forlag (2021)
- De Blodgyldne 2 - Nådeløs, Gutkind Forlag (2022)
- De Blodgyldne 3 - Gudløs, Gutkind Forlag (2024)

## Eksterne kilder
- Forfatterens websted